# Halecium regulare
Halecium regulare is een hydroïdpoliep uit de familie Haleciidae. De poliep komt uit het geslacht Halecium. Halecium regulare werd in 1938 voor het eerst wetenschappelijk beschreven door Fraser. 